# Аокі Реона
Аокі Реона (24 лютого 1995) — японська плавчиня.
Призерка Пантихоокеанського чемпіонату з плавання 2018 року.
Переможниця Азійських ігор 2018 року.